# Пензенская правда
«Пе́нзенская пра́вда» — общественно-политическая газета Пензенской области.

## История

### 1917-1927
1 мая 1917 года вышел первый номер газеты, от которой «Пензенская правда» ведет отсчет своей нумерации. Тогда она называлась «Известия рабочих, крестьянских и военных депутатов». Редактор газеты – эсер Н.С. Степанов.
С 1917 года редакция газеты находится в здании по адресу: г. Пенза, ул. Белинского, 4 (ныне здесь отдел облвоенкомата). В этот период газета выходит ежедневно кроме выходных дней форматом А 2.
В декабре 1917 года в связи с приходом к власти большевиков коллектив газеты во главе с редактором Н.С. Степановым выходит из состава редакции. Новая власть назначает новый состав редакции во главе с В.В. Кураевым.
В январе 1918 года газета объявляет о том, что она является официальным публикатором решений большевистской власти. Новая власть начинает финансировать газету.
В 1918 году редактором газеты становится А.И. Марьин.
В январе 1918 года газета впервые выходит без «ятей» и «еров».
В сентябре 1918 года в здании редакции нашей газеты проходит первое организационное собрание пензенских журналистов, стоящих на платформе Советской власти.
В августе 1919 года газета объединяется с партийной газетой «Голос правды» и получает новое название – «Красное знамя».
В ноябре 1920 года в выходных данных газеты впервые указывается её тираж — 6 000 экземпляров.
В августе 1921 года газета в очередной раз меняет свое название – вместо «Красного знамени» выходит «Трудовая правда». Редактор вновь созданной газеты Н.А. Росницкий.
В августе 1921 года газета впервые проводит благотворительную акцию – объявляет прием денежных пожертвований в пользу голодающих Поволжья.
В мае 1922 года газета впервые выходит в двух цветах. Красный цвет - в честь Дня Красной печати.
В 1922 году редакция газеты начинает издавать сатирико-юмористический журнал «Товарищ».
В 1923 году редактором газеты становится В.Е. Костерин, которого в 1924 году вновь сменяет Н.А. Росницкий, руководивший редакций до 1928 года.
В апреле 1923 года газета впервые публикует фотографию: «Французские солдаты на улицах Эссена».
В 1925 году одного за другим убивают нескольких рабселькоров газеты. Газета создает «Железный фонд» – фонд помощи пострадавшим рабселькорам.
В этот период в газете работают журналисты К.В. Антонов, братья А.В. и П.В. Кутузовы, К.С. Архангельский, С.Г. Плотицын, Б.Л. Найхин, А.Г. Фридлянд, А.М. Буздес, Г.Я. Гринштейн, О.Соколова, Г.К. Жидков, И.С. Малицкий, П.О. Никишин, Д.В. Фибих, М.Б. Чарный, И.Р. Шапиро.

### 1927-1937
В этот период в газете меняется 11 редакторов: Н.А. Росницкий (до 1928) И. Куликов (1928), Ф.В. Власов (1928-1930), С.И. Куль (1930), А.К.Попов (1931), А.Я. Борисов (1931), Н.Н. Левиновская (1932), А.М. Страдэ (1932), В.Шмидт (1933-1934), К.В. Полубабкин (1935-1936), М.Г. Смоляков (1936-1937).
В 1927 году создается фонд «Наш ответ Чемберлену», журналисты отчисляют в него весь гонорар одного газетного номера.
В феврале 1927 года газета впервые публикует местную фотографию – на ней красноармейцы Пензенского полка.
В феврале 1928 года редакция переезжает в здание на углу улиц Кирова и Славы (ныне здание ОАО «Областной издательский центр»).
В марте 1928 года редакция газеты становится издательством, теперь газета печатается в собственной типографии.
В 1928 году Пензенская губерния упраздняется и в феврале 1932 года газета становится городской и получает новое название – «Рабочая Пенза».
В апреле 1932 года типография имени Воровского сливается с издательством газеты.
В июле 1935 года в редакцию принят сотрудник для организации кабинета печати. Положено начало знаменитой библиотеке «Пензенской правды», часть которой сохранилась доныне.
В апреле 1936 года газета впервые организует спортивную эстафету в центре города с переходящим призом. С этих пор наша газета проводит эстафеты регулярно вплоть до 1980-х годов.
В этот период в газету приходят журналисты И.Ф. Байков, М.И. Боев, А.Я. Борисов, С.Н. Глинский, А.И.Грибова-Решетник, С.Д. Давыдов, К.И. Замотрин, А.П. Кизенков, сестры С.А. и Ф.А. Козловы, К.И. Костецкий, Е.А. Кузмиров, А.А. Кузнецов, А.С. Кузьменко,  В.В. Куликовский, А.С. Львов, А.С. Сафонов, Б.А. Сорокин, Ф.И. Терсинцев А.Я. Топчин, Н.П. Тюстин, М.Ф. Тютиков, В.М. Шакурский и другие.

### 1937-1947
С этот период в газете меняется 5 редакторов: М.Г.Смоляков (до 1937), Г.Ф. Данилов (1938), С.И. Герасимов (1938-1939), М.А. Антонович (1940), Д.М. Васильев (1940), Н.И. Страхов (1940 - 1947).
В феврале 1939 года образована Пензенская область и газете возвращен областной статус. «Рабочая Пенза» переименована в «Сталинское знамя».
В 1940 году редактором газеты становится Н.И. Страхов, который руководит ею все военные годы.
В 1941 году редакция реконструировала литографические цеха и приспособила их для печати художественных плакатов. К июню 1942 года было выпущено более 20 плакатов и агиток.
23 августа 1941 года произошло временное слияние газеты с редакцией молодёжной газеты «Молодой ленинец». Все финансовые активы и материальные ценности "МЛ" переходят на баланс «Сталинского знамени».
В 1942 году газета на отходах газетной бумаги начинает выпуск брошюр серии «Библиотечка агитатора и пропагандиста» с произведениями известных писателей. Выходит около 200 наименований таких брошюр. Их тираж  10 тысяч экземпляров.
За сотрудниками редакции, призванными в ряды РККА, во время войны сохраняется половинный оклад, который выплачивался их семьям.
С июня 1942 года по март 1943 года помимо газеты редакция выпустила более 2,5 миллионов экземпляров различной литературы и наглядных пособий.
В военные годы в подготовке газеты принимали активное участие эвакуированные в Пензу писатели П.И.Замойский, Ф.В.Гладков, П.Д.Дружинин и другие.
В 1943 году редакция выпустила альбом «Отомстим!», в котором были собраны десятки фотографий злодеяний фашистов, совершенных немцами на оккупированных территориях. Альбом украшали рисунки редакционного художника Б.И. Лебедева. Альбом издан тиражом 3 тысячи экземпляров.
В 1943 году газета и издательство потеряли около 70 процентов работников, которых призвали в армию.
В 1943 году все без исключения (включая редакторов) сотрудники «Сталинского знамени» получали 600 граммов хлеба в день.
В 1943 году типография газеты поделилась частью своего оборудования с разоренной оккупацией Орловской областью. Среди переданного имущества кегли, цифры, гранки, тискальный станок, ротационная машина, ножной нумератор, резальная и швейная машинки.
В военное время сотрудники редакции и издательства регулярно мобилизуются на общественные работы – колку и разгрузку дров, расчистку аэродрома и железнодорожных путей от снега, рытье котлованов.
Во время войны в Пензенской области выходит 46 регулярных печатных изданий. Газета «Сталинское знамя» в основном выходит 6 раз в неделю на двух полосах формата А 2. Её тираж составляет 30 тысяч экземпляров.
В 1943 году редакция выпускает альбом «Отомстим!» тиражом 3 тысячи экземпляров. В нём собраны десятки фотографий злодеяний фашистов на оккупированных территориях.
В годы войны издательство редакции «Сталинское знамя» печатает ежемесячные продовольственные карточки для населения.
140 работников объединённого коллектива редакции и типографии за ударную работу в годы войны были награждены медалями «За доблестный труд в Великой Отечественной войне 1941-1945 гг». Треть из их числа – работники редакции.
В этот период в газету приходят журналисты Н.А. Грачев, В. Вергильева, Г.А. Вьюнов, З.А. Гусева, С.А. Давыдов, Ф.М. Дворянов,  А.К. Демидов, Ф.К. Ивашкин, А.И. Королева, Ф.П. Кутанов, А.А. Миронов, М.М. Нечаев, В.И. Нуждов, Б.Ф. Рябов, А.П. Савинков, А.М. Ткачев,  А.В. Храбровицкий, художник Б.И. Лебедев, фотограф Н.Н. Павлов и другие.

### 1947-1957
В период в газете меняется 4 редактора: Н.И. Страхов (1947), А.А. Миронов (1947-1949), П.А.Пономарев (1949-1951), Ф.И. Самарин (1951-1960).
В 1947 году в редакцию поступает более 5 тысяч писем. Больше половины из них опубликованы в газете.
Руководство «Сталинского знамени» ставит задачу активизировать переписку с трудящимися. Так, сельхозотделу предлагается в обязательном порядке за месяц отправлять не менее 2 тысяч писем, партийному – не менее тысячи, промышленному – не менее 600, отделу культуры – не менее 250 и отделу информации – не менее 100.
В послевоенные годы в газете преобладают рубрики созидательно-трудовой направленности: «На животноводческих фермах», «Весеннему севу – большевистскую весну», «Каждой ферме – красный уголок»,«Трибуна стахановца», «Вести из колхозной деревни», «Советы агронома», «Дневник социалистического соревнования».Полосы изобилуют материалами о рационализаторских предложениях и изобретениях.
Регулярно выходят тематические полосы: «Литературная страница», «Навстречу XXX годовщине Великого Октября», «Дела и планы советских людей», «Зеленый щит» и другие.
На 1 апреля 1948 года в штате редакции «Сталинского знамени» числилось 57 сотрудников.В это время сотрудники редакции  при приеме на работу дают расписку о неразглашении государственной тайны, обязательство сообщать сведения о родственниках или знакомых, связанных с иностранцами или выезжающих за границу.
В 1948 году в редакции газеты побывал писатель И.Г. Эренбург.
1950 году «Сталинское знамя» посещает писатель Б.Н. Полевой. На встречу с ним приезжают собкоры из близлежащих районов.
Летом 1953 года в редакции газеты побывал капитан ледокола «Георгий Седов» Герой Советского Союза земляк К.С. Бадигин.
Номер газеты от 6 марта 1953 года полностью посвящен смерти И.В. Сталина.
В июле 1956 года газета в очередной раз меняет свое название и становится «Пензенской правдой».
В этот период в газету приходят журналисты В.А. Бармин, А.В. Бархатов, Н.П. Бульин, А.Н. Балакина, Т.К. Дударева, Я.С. Клейнерман, А.Г. Козадаев, Г.И. Крылов, А.Л. Маргулис, А.И. Пекный, М.Т. Петров, А.И. Скорняков, Б.А. Страхов, фотокор В.А. Косов и другие.

### 1957-1967
Основные рубрики тех лет: «Партийная жизнь», «Политические события в мире», «Из районов сообщают», «Будни советских людей», «О передовиках», "Голос рабселькора", "Корреспондентские посты «Пензенской правды», «Советское строительство» и другие.
В 1958 году в газете появляется новая рубрика "С фотоаппаратом по городам и селам". В «подвале» первой полосы публикуются сюжетные снимки с небольшими подписями – живые картинки с мест.
Газета выпускает страницу-плакат «Новаторы производства» или «Наши маяки» с рассказами о героях труда.
В газете появляется рубрика "Догнать и перегнать Америку".
В это время в структуре редакции действуют отделы партийной жизни,пропаганды, писем и рабселькоров, сельскохозяйственный, промышленно-транспортный, культуры и быта, местной информации, собкоровской сети, издательства, приема заказов, а также печатный цех, цинкография и фотолаборатория.
21 марта 1959 года создается Пензенское отделение Союза журналистов СССР. Его возглавляет редактор «Пензенской правды» Ф.И. Самарин.
В 1960 году редактором газеты становится Н.А. Грачев, который руководит газетой до 1965 года.
В 1961 году по инициативе журналиста Т.К. Дударевой при газете организована общественная приемная, которая работает по сей день.
12 августа 1962 года газета выходит под шапкой «Новый полет к звездам». На орбиту спутника Земли выведен космический корабль «Восток-3», пилотируемый Андрияном Николаевым.
В октябре 1962 года космонавт Юрий Гагарин направляет в редакцию газеты «Пензенская правда» приветствие в связи с 45-й годовщиной Великого Октября.
Заголовки  «Пензенской правды» тех лет: «Великий подвиг во славу любимой Родины», «Мир потрясен! Мир восхищен! Мир рукоплещет!», «Народ приветствует колумбов Вселенной!», «Грандиозно! – восклицает планета Земля», «Ликуют все материки!», «Родина обнимает богатырей космоса!».
За 1962 год в редакцию приходит около 13 тысяч писем. В создании газеты участвуют около тысячи внештатных авторов.
В 1963 году в газете появляется сатирический раздел «Наждак». В нём журналисты «Пензенской правды» бичуют недостатки тех лет. «Наждак» представлен  читателям в виде одушевленного героя, которому люди пишут письма, который бывает в разных местах, вступает в диалоги, высказывает свои впечатления.
16 ноября 1963 года выходит номер газеты, посвященный 300-летнему юбилею города Пензы.
Под рубрикой «Слушайте! Смотрите!» газета начинает публиковать программу пензенского ТВ.
В газете начинают выходить сменные промышленные и сельскохозяйственные страницы.
В январе 1965 года журналист "Пензенской правды" М.М. Нечаев связывается по телефону с К.С. Бадигиным и от имени редакционной коллегии, журналистов и читателей газеты «Пензенская правда» передает ему поздравления в связи с 25-летием со времени окончания дрейфа легендарного ледокола «Георгий Седов».
В феврале 1965 года редактором газеты становится В.И. Лысов, который руководит редакций до 1985 года.
Весной 1965 года при редакции газеты создается общественное фотоагентство «Репортер». В агентстве работают 50 активистов – фотографов.
В декабре 1965 года в Пензенском областном краеведческом музее открывается персональная выставка лучших работ фотокорреспондента «Пензенской правды» Н.Н. Павлова, приуроченная к его 60-летию.
В 1966 году «Пензенская правда» начинает подготовку к празднованию 50-летия установления Советской власти. Этому событию посвящены отдельные рубрики и целые газетные полосы.
В  этот период в газету приходят журналисты П.В. Асташкин, И.И. Бармина, В.Г. Беликов, Т.Д. Даниленко, А.Г. Дорошин, Б.Ф. Едалин, П.И. Жуков, Л.Г. Зефиров, М.М.Косов, О.Н. Котляр, С.А. Мартынов, Л.П. Решетников, О.М. Савин, А.А. Сазонов, Ю.Ф. Самарин, И.П. Седов, А.Ф. Смайкин, Н.Т. Суилин, О.В. Тельбух, В.Н. Федоров, Л.Л. Хосроев, Н.К. Штырков, В.Я. Шумилин, художник А.П. Денисов, фотокор В.П. Елшанский и А.М. Ерегин и другие.

### 1967-1977
Основные рубрики тех лет: «По ленинским заветам», «Заветам революции верны», «Коммунисты за все в ответе», «Будни пятилетки», «Зима на фермах», «Заботы хлеборобов», «Хлеб всему голова», «Раздумья над письмами», «Письмо позвало в дорогу».
Целые номера отводятся под материалы партийных съездов, пленумов и конференций. Публикуются доклады генерального секретаря ЦК КПСС Л. И. Брежнева и первого секретаря Пензенского обкома КПСС Л.Б. Ермина, государственные планы развития народного хозяйства.
6 мая 1967 года  выходит Указ Верховного Совета СССР о награждении «Пензенской правды» Орденом Трудового Красного знамени в честь 50-летия со дня выхода первого номера.
В 1967 году редакция газеты впервые начинает организовывать «круглые столы» по различным актуальным вопросам.
В 1968 году журналисты отмечают 50-летие пензенской журналистской организации. В те годы её возглавляет редактор «Пензенской правды» В.И. Лысов.
В июне 1968 года в связи типография издательства газеты «Пензенская правда» переехала в новый Дом печати на ул. К. Маркса, 16.
Начиная с 1968 года, в газете публикуются материалы о приближающемся 100-летии со дня рождения В.И. Ленина. Этому событию посвящаются достижения в промышленности и сельском хозяйстве региона.
В 1960-1970-е годы газета регулярно выставляется в павильоне «Советская печать» на ВДНХ СССР и шесть раз удостаивается наград ВДНХ.
Только за годы девятой пятилетки (1971– 1975 годы) журналисты "Пензенской правды" награждены 20 медалями и Дипломом почета ВДНХ СССР.
В ноябре 1970 года редакция газеты вслед за типографий переехала в новый Дом печати на улицу К. Маркса, 16.
Штат «Пензенской правды» в те годы составляет около 60 человек, половина из них – журналисты.
В 1970-е годы редакция учреждает переходящий хрустальный приз «Пензенской правды», который раз в квартал вручается пензенским строителям за лучшую новостройку.
В июле 1971 года состоялась встреча журналистов газеты «Пензенская правда» с известным спортивным комментатором Н.Н. Озеровым.
В 1973 году редакция газеты «Пензенская правда» начинает выпускать еженедельное рекламно-информационное приложение «Вестник».
По итогам 1974 года редакция газеты «Пензенская правда» признается победителем Всесоюзного конкурса ВДНХ СССР «Новому – крылья» и награждается Дипломом I степени.
В этот период в газету приходят журналисты Е.В. Большаков, Г.Е. Гришин, В.Б. Добель, А.И. Захаров, С.М. Инюшкин, В.А. Кижняев, В.И. Кирюшкин, А.И. Коньков, А.Ф. Краснов, Ю.И. Кривошеев, Н.А. Крылова, А.С. Куплинский, Б.В. Малевинский, В.В. Малевинская, В.С. Мышинский, Е.Н. Норкин, О.М. Сильченко, В.И. Соровегин, В.А. Спиридонов, Ю.А. Суслов, В.П. Овечкин, Л.П. Харлова, художник В.В. Елистратов и другие.

### 1977-1987
Основные рубрики тех лет: «Трудовые будни ударников», «Село подводит итоги», «За рубежом», «Народный контроль»,«Дневник социалистического соревнования», «Письма в газету», «Гости Пензы», «О людях хороших», «После критики». Выходят тематические полосы «Наша Пенза», «Мозаика»,«Субботние встречи».
В этот период в газете действуют отделы: партийной жизни; пропаганды; советского строительства и быта; промышленности, строительства и транспорта; сельского хозяйства; культуры и учебных заведений; информации; писем и массовой работы; иллюстрации и объявлений.
Тираж газеты поднимается до 170 тысяч экземпляров.
В марте 1977 года редактор газеты В.И. Лысов во главе партийно-советской делегации Пензенской области выезжает в Венгерскую Народную Республику, в город-побратим Бекешчаба.
В 1977 году газета награждена Почётной грамотой Президиума Верховного Совета РСФСР.
В июне 1978 года в редакцию для встречи и обмена опытом с пензенскими журналистами приехали коллеги из Москвы, ветераны советской печати В.А. Мезенцев, А.Н. Яр-Кравченко, Н.П. Стор.
В июле 1978 года редактор газеты В.И. Лысов возглавляет делегацию советских журналистов, направленную Союзом журналистов СССР в Польскую Народную Республику для изучения её экономики и культуры.
В мае 1979 года в редакции проходит творческая встреча за круглым столом с прибывшими в Пензу венгерскими журналистами.
В июне 1979 года в редакцию приезжают журналисты из города-побратима Тернополя (Украина). Коллеги по газетному цеху знакомятся с жизнью редакции и типографии.
Для борьбы с ошибками в газете в декабре 1980 года в редакции организуется выпуск сатирического бюллетеня секретариата «Ляпы».
В июле 1980 года во время проведения летних Олимпийских игр в Москве в газете появляется рубрика «Олимпийское обозрение».
В 1981 году в Центральном доме журналистов в Москве проходит персональная выставка карикатур художника «Пензенской правды» В.В. Елистратова.
В 1981 году при редакции открывается женский клуб "Кудесница".
В 1982 году редакция газеты начинает выпускать журнал-приложение «Политическая агитация» (издание отдела пропаганды и агитации обкома КПСС).
В 1982-1984 годы журналисты «Пензенской правды» посещают Венгерскую народную республику. Газеты «Пензенская правда» и «Нейпушаг» (область Бекеш, ВНР) проводят шахматный матч по переписке, в котором участвуют читатели этих газет.
В 1985 году редактором газеты назначен М.В. Шаров, который руководит редакцией до 1988 года.
В октябре 1985 года выходит в свет 20-тысячный номер газеты.
В этот период в газету приходят журналисты Т.В. Баринова, Н.А. Булавинцев, Ю.Н. Гладилин, М.Н. Зивенко, А.А. Ильязов, А.И. Кислов, А.Л. Клименок, В.С. Мамонтова, А.И. Марынов, А.Ф. Муреев, А.К. Мысяков, М.С. Полубояров, В.Ю. Самсонов, В.И. Чугунов, фотокорреспондент А.А. Хамзин и другие.

### 1987-1997
В этот период в газете появляется большое количество новых рубрик: «Партийная жизнь: перестройка и кадры», «Перестройка: дела, проблемы, перспективы», «Операция «Очередь», «Новинки, новостройки, новоселья», «Резонанс. Действенность наших выступлений», «Точка зрения», «Об актуальном откровенно» и другие. Выпускаются сменные страницы для города и села: «Наша Пенза» и «Родное село».
Тираж газеты поднимается до рекордной планки - 172 тысячи экземпляров.
В газете работают девять отделов. Помимо руководства, работников секретариата   заведующих отделами, в штате 19 корреспондентов, 3 фотокорреспондента, 7 корректоров, 6 телетайписток  и машинисток, 3 водителя, библиотекарь и курьер, всего более 50 человек
В феврале 1988 года в редакции появляется рубрика «Корреспондент ПЛЮС» - Периодический Листок Юмора, Сатиры.
В 1988 году воскресный выпуск «Пензенской правды» начинает выходить уменьшенным форматом А3 на восьми страницах.
В январе 1988 года редактор М.В. Шаров уезжает работать в ЦК КПСС. Редактором становится В.Н. Садчиков.
В январе 1989 года редактор В.Н. Садчиков выезжает в командировку в Венгрию для заключения договора о творческом сотрудничестве с газетой «Непуйшаг» (область Бекеш) и знакомства с методом офсетной печати. В октябре 1989 года "Пензенская правда" переходит на офсетный способ печати.
В сентябре 1989 года с целью более детального освещения на страницах «Пензенской правды» заочного спортивного соревнования «Спорт для всех» между городами Пенза и Реджайна (Канада) корреспондент Г.В. Титова командируется в Госкомспорт СССР.
В январе 1991 года в Пензе создается городская газета «Наша Пенза». Часть сотрудников «Пензенской правды» переходят в новую газету.
В августе 1991 года один из номеров «Пензенской правды» выходит с белым квадратом на первой полосе в знак протеста против роста цен на бумагу и почтовые услуги.
В 1991 году «Пензенская правда» во время августовского путча публикует материалы ГКЧП. В результате чего редактор В.Н. Садчиков освобождается от занимаемой должности.
В 1991 году редактором газеты становится Е.В. Большаков, который руководит редакцией до 1998 года, являясь также председателем регионального отделения Союза журналистов СССР.
В октябре 1991 года на первой полосе «Пензенской правды» впервые за все годы существования газеты выходит интервью со священнослужителем православной церкви. Газета публикует серию материалов, в которых журналисты знакомят читателей с нравственными законами православия.
В ноябре 1991 года впервые в состав учредителей «Пензенской правды» входит трудовой коллектив редакции.
В конце 1991 года в стране отменяется цензура – ликвидируется Главлит, сотрудники которого проверяли каждый материал «Пензенской правды» перед сдачей номера в печать.
В 1992 году в связи с ростом цен в редакции трижды увеличивают зарплату и гонорар. При редакции создается подсобное хозяйство для обеспечения работников продуктами питания.
В апреле 1994 года редакция переходит на компьютерный набор.
30 апреля 1994 года на первой полосе газеты впервые публикуются официальные поздравления главы администрации области А. Ф. Ковлягина и мэра Пензы А. Калашникова с православным праздником - Пасхой.
В этот период в газету приходят журналисты В.Л. Белякова, В.М. Вычугжанин, Л.В. Коженкова, Г.М. Колесникова, Ю.А. Кузнецов, Е.А. Потлов, Т.В. Резепова, В.В. Серяков, В.И. Смирнов, Г.Н. Титов, Г.В. Титова, С.Н. Февралева, В.Н. Фролов, О.Б. Хильчук, Н.В. Четвертков, фотокорреспонденты В.В. Гришин, В.П. Павловский, О.П. Санталов и другие.

### 1997-2007
В этот период в газете действуют рубрики «Эхо планеты», «Эхо России», «Эхо районов», «С миру по строчке», «Горячая линия», «О чем говорят в районах», «Нацпроекты», «Экономика, бизнес, финансы»,«Люди дела», «Рецепт успеха», «Глубинка», «Репортер», «Цена жизни», «Коммуналка», «Дела житейские», «Бытовуха», «Общество», «Обратная связь», «Стол справок», «Будь здоров», «Дела амурные», «Связь времен», «Звездный дождь».  Выходят спецпроекты "Журфак", "Тайны следствия", "Пензенские правители", "СНГ: семья народов губернии".
В начале десятилетия состав редакции в эти годы вместе с техническим персоналом – 65 человек.
В этот период в редакции меняется 9 руководителей: Е.В. Большаков (до 1998), В.В. Савостин (1998 -1999), Г.М. Колесникова (1999), Т.В. Резепова (1999 - 2000), В.М. Шарошкин (2000-2002), Е.О. Гусейнов (2002-2004), О.А. Бакунова (2004-2006), Е.А. Шилов (2006), Н.Г.Семенова (с 2006).
В июне 1998 года редактором газеты назначается В.В. Савостин. В этой должности он проработал до февраля 1999 года.
В январе 1998 года у газеты впервые появляется электронная почта.
В феврале 1999 года впервые за всю историю газеты её выпуск приостанавливается на два месяца. У органов власти нет средств на поддержку издания.
В апреле 1999 года впервые проходят выборы редактора газеты «Пензенская правда». На собрании трудового коллектива редактором избирается Г.М. Колесникова, которая является редактором до сентября 1999 года.
В апреле 1999 года выпуск газеты возобновляется. Но у редакции колоссальные долги по зарплате, аренде помещений, оплате газетной бумаги. В целях экономии газета переходит на одноразовый выпуск, вдвое уменьшается её формат. Тираж газеты падает до рекордно низкой отметки в 6 тысяч экземпляров. В редакции проходят крупные сокращения.
В сентябре 1999 года редактором газеты становится Т.В. Резепова.
В 1999 году рекламно-информационное приложение «Вестник» задолжало типографии 400 тыс. рублей. Выход его был под угрозой. «Пензенская правда» передала «Вестник» «Нашей Пензе» на условиях выплаты долгов типографии.
В 2000 году руководителем газеты назначается В.М. Шарошкин. Он регистрирует АНО «Издательский дом «Пензенская правда». В новую организацию переходят остатки некогда огромного коллектива редакции.
В сентябре 2000 года в составе редакции появилась новая газета – «Пензенские губернские ведомости». Областные власти создали её для публикации официальных материалов и документов Законодательного собрания, Правительства и губернатора Пензенской области. Название газеты выбрано не случайно. Газета под названием «Пензенские губернские ведомости» выходила в Пензе до революции.
В апреле 2002 года генеральным директором АНО назначается Е.О. Гусейнов.
В 2002 году из-за экономических проблем в состав редакции переходит губернская газета «Пензенские вести».
С июля 2003 года редакция нашей газеты вместо «Пензенских вестей» начинают выпускать «Приусадебные вести» – газету для садоводов и огородников.
В феврале 2004 года генеральным директором становится О.А. Бакунова, которая также избирается председателем региональной организации СЖР.
С июня 2004 года обложка газеты становиться полноцветной.
С июля 2004 года «Пензенская правда» переходит на двухразовый еженедельный выпуск.
В августе 2004 года редакция газеты начинает выпускать приложение «Пензенская правда» - Территория» тиражом около 100 тысяч экземпляров.
В сентябре 2005 года редакция газеты впервые регистрирует свой сайт в сети Интернет.
С января 2005 года редакция газеты начинает выпуск возобновленной «Пензенской губернской биржевой газеты».
В мае 2006 года руководителем редакции становится Е.А. Шилов.
В декабре 2006 года руководителем редакции становится Н.Г. Семенова. Она же избирается председателем региональной организации СЖР.
В этот период в газету приходят журналисты И.В. Балашова, Л.А. Гулина, С.И. Иллиев, Г.В. Корнилова, М.Г. Ломаш, Д.Ю. Мурашов, И.А. Муреев, О.В. Окроева, В.Г. Пискунов, И.В. Пылаев, Л.А. Реппе, Е.Д. Рогожкина, В.Н. Родькин, М.А. Сергеева, Н.О. Сизова, фотокорреспонденты А.М. Николаев, В.Г. Сильнов и другие.

### 2007-2017
В июле 2008 года стартует совместная акция «Пензенской правды» и региональной организации СЖР «Ищу тебя, мама».
В декабре 2009 года регистрируется государственное автономное учреждение «Информационный центр «Пензенская правда», которое становится издателем газеты «Пензенская правда». Сотрудники АНО «Издательский дом «Пензенская правда» переходят во вновь созданное учреждение.
В октябре 2009 года руководителем редакции становится Л.А. Реппе.
С ноября 2010 года руководителем редакции назначается П.В. Шишкин. Он же избирается председателем пензенского отделения СЖР.
В декабре 2010 года «Пензенская правда» становится победителем Всероссийского конкурса СМИ «PRO-образование».
В январе 2011 года редакция газеты начинает издавать областную газету «Земляки. Пенза» тиражом более 300 тысяч экземпляров.
В марте 2011 года «Пензенская правда» выигрывает грант Фонда преподобного Серафима Саровского и реализует проект «Православие: дорога милосердия».
В 2013 году газета переходит на еженедельный одноразовый выпуск, вдвое увеличив объём каждого номера.
В мае 2013 года «Пензенская правда» проводит первое в Пензенской области шествие «Бессмертного полка».
В августе 2014 года редакция газеты переезжает в здание на улице Белинского, 8.
В 2015 и 2016 годах газета «Пензенская правда» признается победителем Всероссийского конкурса печатных СМИ «10 лучших газет России».
Осенью 2016 года редакция газеты переезжает в здание на улице Володарского,7, где располагается по сегодняшний день.
В 2016 году «Пензенская правда» становится победителем Всероссийского конкурса журналистов «Золотой Гонг-2016» в номинации «Журналистика с человеческим лицом».
В 2017 году газета "Пензенская правда" празднует свой 100-летний юбилей. Организованы масштабные мероприятия, впервые издана книга о 100-летней истории газеты "Пензенская правда": хроники столетия".
В этот период в газету приходят журналисты В.В. Беляков, А.М. Володин, О.Ю. Дарвина, А.С. Дмитричева, Г.Л. Исайчева, О.В. Кукарцева, С.Н. Поплевин, А.В. Самсонов, Е.С. Свердлова и другие.